# Lockheed L-188 Electra
El Lockheed L-188 Electra es un avión comercial cuatrimotor turbohélice de ala baja diseñado y construido por la compañía estadounidense Lockheed Corporation entre los años 1957 y 1961, como respuesta al requerimiento de la compañía American Airlines de un avión que pudiera operar las rutas nacionales de corto y medio alcance. El Electra se convirtió en el primer avión comercial turbohélice producido en Estados Unidos, y aunque inicialmente sus ventas fueron buenas, tres graves accidentes ocurridos entre 1959 y 1960 obligaron a desarrollar un costoso programa de modificación de las aeronaves para corregir un defecto en el diseño del avión, lo que llevó al cese de la producción del modelo.
Muchos de los Lockheed L-188 Electra fueron convertidos en aviones de carga, y algunos de ellos siguen en funcionamiento a principios de 2016, estando en servicio también algunos ejemplares adaptados para la lucha contra incendios, como avión cisterna, e incluso una unidad sigue funcionando como avión de pasajeros.
El modelo sirvió de base para el avión de patrulla marítima Lockheed P-3 Orion, avión que sigue en servicio en múltiples fuerzas aéreas del planeta.

## Historia
El desarrollo del Lockheed L-188 Electra comenzó en el año 1954 atendiendo a un requerimiento de la compañía American Airlines de un avión que pudiera realizar satisfactoriamente sus rutas de corto y medio alcance. El primer prototipo realizó su primer vuelo el 6 de diciembre de 1957. Muchas otras compañías aéreas se interesaron en el modelo, y pronto la lista de pedidos alcanzaba las 144 unidades. Su primer vuelo comercial fue el 12 de enero de 1959, formando parte de la compañía Eastern Airlines.
Sin embargo, el optimismo de la Lockheed Corporation sobre las ventas futuras del modelo se vio afectado por una serie de accidentes ocurridos entre 1959 y 1960 —en dos de los cuales el aeronave se partió en pleno vuelo—, que provocaron muchas cancelaciones de pedidos. Como medida preventiva, a los Electra que estaban en servicio se les aplicaron restricciones de velocidad y altitud de vuelo.
Después de una larga investigación llevada a cabo por Lockheed junto con la NASA, finalmente se descubrió que la causa de la ruptura de la estructura del avión era un error en el diseño de la estructura de los motores, los cuales generaban una vibración que se transmitía por el avión. Toda la estructura fue rediseñada, recibiendo múltiples refuerzos estructurales, pasando todas las unidades existentes del L-188 por un programa de modificaciones que se denominó LEAP (Lockheed Electra Action Program, en español: «Programa de Acción del Lockeed Electra»), que logró solucionar el problema, y permitió que se suspendieran las restricciones de vuelo que tenían que cumplir hasta el momento.
Sin embargo, la imagen del modelo se había visto seriamente dañada entre los usuarios de transporte aéreo de Estados Unidos, siendo uno de los motivos que llevaron a su temprano cese de fabricación, entregándose la última unidad, un L-188C, a la compañía Garuda Indonesian Airways el día 15 de enero de 1961.

## Operadores

### Civiles
Antillas Neerlandesas
- Air ALM

 Australia
- Ansett Airlines
- Qantas
- Trans Australia Airlines

 Austria
- Amerer Air

 Bolivia
- Lloyd Aéreo Boliviano

 Brasil
- VARIG

 Canadá
- Air Spray (Lucha aérea contraincendios)
- Buffalo Airways
- Conair Aerial Firefighting (3)[5]
- Northwest Territorial Airways
- Nordair

 Colombia
- SAM Colombia
- Aerocondor Colombia

 República del Congo
- Trans Service Airlift

 Costa Rica
- LACSA

 Ecuador
- Ecuatoriana de Aviación
- TAME

 El Salvador
- TACA International Airlines

 Estados Unidos
- Air California
- Air Florida
- Air Holiday
- American Airlines
- Braniff Airways
- Denver Ports of Call
- Eastern Airlines
- Evergreen International Airlines
- Federal Aviation Administration
- Fairbanks Air Service
- Great Northern Airlines
- Hawaiian Airlines
- Intermountain Airlines
- Johnson International Airlines
- McCulloch International Airlines
- NASA
- National Airlines
- Northwest Orient
- Overseas National Airways
- Pacific Southwest Airlines
- Reeve Aleutian Airways
- Saturn Airways
- Shillelagh Travel Club
- Southeast Airlines
- TPI International Airways
- Western Air Lines
- Zantop International Airlines

 Filipinas
- Air Manila International

 Guyana
- Guyana Airways

 Guatemala
- Aerovías

 Honduras
- SAHSA

 Hong Kong
- Cathay Pacific Airways

 Islandia
- Loftlei∂ir Icelandic Airlines

 Indonesia
- Garuda Indonesia (3)[6]

- Mandala Airlines

 Irlanda
- Hunting Cargo Airlines (Ireland) Ltd

 Laos
- Royal Air Lao

 México
- Banco de México (Avión corporativo)

 Noruega
- Fred Olsen Air Transport

 Nueva Zelanda
- Air New Zealand (4)[7]
- TEAL

 Países Bajos
- KLM

 Panamá
- Copa Airlines

 Paraguay
- Líneas Aéreas Paraguayas

 Perú
- LANSA

 Polinesia Francesa
- Air Tahiti (1)[8]

 Reino Unido
- Air Bridge Carriers
- Atlantic Airlines
- Channel Express

 Santo Tomé y Príncipe
 Suecia
- Falcon Air

 Taiwán
- Winner Airways (Un 188A arrendado a Eastern Air Lines durante dos meses en 1970)

 Zaire
- Karibu Airways
- Trans Service Airlift

### Militares
Argentina
- Armada Argentina - Ocho L-188PF desde 1973 a 2008.[9]

 Bolivia
- Fuerza Aérea Boliviana

 Ecuador
- TAME

 Honduras
- Fuerza Aérea Hondureña - Un 188A desde 1979.

 México
- Fuerza Aérea Mexicana - Un 188A desde 1978 hasta 1987.

 Panamá
- Fuerza Aérea Panameña - Un 188C desde 1973 hasta 1984.

### Pedidos
Modelo 188A
- Eastern Airlines ordenó 40 188A, los cuales fueron entregados entre noviembre de 1958 y agosto de 1959, los últimos 5 convertidos a 188C.
- American Airlines ordenó 35 188A, los cuales fueron entregados entre noviembre de 1958 y marzo de 1960.
- National Airlines ordenó 14 188A, los cuales fueron entregados entre abril de 1959 y enero de 1961.
- Ansett-ANA ordenó 3 188A, los cuales fueron entregados en febrero de 1959, abril de 1959 y febrero de 1960.
- Braniff ordenó 9 188A, los cuales fueron entregados entre abril de 1959 y enero de 1960.
- Western Airlines ordenó 12 188A, los cuales fueron entregados entre mayo de 1959 y febrero de 1961.
- Trans Australia Airlines ordenó 3 188A, los cuales fueron entregados entre junio de 1959 y agosto de 1960.
- General Motors ordenó un 188A, el cual fue entregado en julio de 1958.

Modelo 188C
- Northwest Orient Airlines ordenó 18 188C, los cuales fueron entregados entre julio de 1959 y junio de 1961.
- Pacific Southwest Airlines ordenó 3 188C, los cuales fueron entregados entre noviembre y diciembre de 1959.
- Capital Airlines ordenó 5 188C, pero posteriormente canceló el pedido.
- Qantas ordenó 4 188C, los cuales fueron entregados entre octubre y diciembre de 1959.
- KLM ordenó 12 188C, los cuales fueron entregados entre septiembre de 1959 y diciembre de 1960.
- Tasman Empire Airways ordenó 3 188C, los cuales fueron entregados entre octubre y diciembre de 1959.
- Garuda ordenó 3 188C, los cuales fueron entregados en enero de 1961.

## Accidentes e incidentes
Del total de 170 Electras construidos, en junio de 2011, 58 habían sido retirados debido a colisiones y otros accidentes.
- 3 de febrero de 1959: el vuelo 320 de American Airlines en ruta desde Chicago a Nueva York se estrelló durante la aproximación, matando a 65 de las 73 personas a bordo.
- 29 de septiembre de 1959: Un Electra de Braniff (vuelo 542 de Braniff) se estrelló en Buffalo (Texas) en ruta a Dallas (Texas) desde Houston (Texas). Los veintinueve pasajeros y cinco tripulantes murieron en el accidente. La Oficina de Aeronáutica Civil basó el accidente en la teoría de propulsión "whirl-mode" y en una separación del ala en vuelo.
- 17 de marzo de 1960: Un Electra operado como vuelo 710 de Northwest Orient, en ruta desde Chicago a Miami (Florida), se fraccionó en vuelo sobre Perry County (Indiana), en el segundo accidente "whirl-mode". Las 63 personas a bordo murieron (57 pasajeros y seis tripulantes).
- 4 de octubre de 1960: el vuelo 375 de Eastern Air Lines se estrelló durante el despegue en el Aeropuerto Internacional de Boston Logan en Boston (Massachusetts), matando a 62 de las 72 personas que viajaban a bordo. El accidente fue investigado y se concluyó que el motivo fue la ingestión de aves por tres de los motores en lugar de un fallo estructural.
- 12 de junio de 1961: el vuelo 823 de KLM se estrelló en las proximidades de la pista de El Cairo matando a 20 de las 36 personas a bordo.
- 17 de septiembre de 1961: el vuelo 706 de Northwest Orient Airlines se estrelló en despegue en el Aeropuerto Internacional O'Hare de Chicago, matando a las 37 personas a bordo. Se concluyó que el motivo del accidente fue un fallo mecánico en el sistema de control primario del alerón debido a un reemplazo inadecuado del ensamblaje de la bomba del alerón.
- 22 de abril de 1966: el vuelo 280 de American Flyers colisionó con una colina durante su aproximación al Aeropuerto Municipal de Ardmore, matando a los cinco tripulantes y a 78 de los 93 pasajeros a bordo.
- 16 de febrero de 1967: el vuelo 708 de Garuda Indonesia se estrelló mientras intentaba aterrizar en el Aeropuerto de Manado-Sam Ratulangi. 22 de los 92 pasajeros y tripulantes a bordo murieron. Se resolvió que el accidente fue debido a una técnica poco ortodoxa de aterrizaje con un resultado de una tasa de descenso excesiva durante la toma. La meteorología adversa en el momento del aterrizaje fue un factor que contribuyó al accidente.
- 3 de mayo de 1968: el vuelo 352 de Braniff, que estaba en ruta entre Houston y Dallas, se desintegró sobre Dawson, Texas. Los 80 pasajeros y tripulantes murieron. Este se convirtió en el peor desastre en Texas en aquel momento. La causa probable fue dada por la NTSB fue una carga excesiva sobre la estructura del avión mientras se intentaba recuperar de una altitud inusual provocando la pérdida de control en turbulencias tormentosas; la operación en la zona de turbulencias fue una decisión dada conociendo las severas condiciones meteorológicas en la zona.
- 9 de agosto de 1970: el vuelo 502 de LANSA se estrelló poco después de despegar, matando a 99 de las 100 personas a bordo, además de otras dos personas en tierra.
- 24 de diciembre de 1971: el vuelo 508 de LANSA, que se encontraba en ruta desde Lima a Pucallpa, entró en una zona de fuertes turbulencias y relámpagos y se desintegró en mitad del aire debido a un fallo estructural tras el impacto de un rayo y el posterior incendio. De las 92 personas a bordo, 91 murieron. Una pasajera, Juliane Kopcke, sobrevivió al impacto.
- 27 de agosto de 1973: Accidente aéreo del HK 777 de Aerocóndor; un L-188A de Aerocóndor tras despegar de la pista 12 del aeropuerto El Dorado de Bogotá, se estrelló en el cerro El Cable. Las 42 personas a bordo murieron.
- 4 de junio de 1976: un Air Manila L-188A (RP-C1061) se estrelló tras despegar de la Base Aeronaval de Guam, matando a sus 45 ocupantes y una persona en tierra.
- 18 de noviembre de 1979: un  L-188 (N859U) de Transamerica Airlines, operando un vuelo para el ejército estadounidense (Logair 3N18) desde la Base de la Fuerza Aérea de Hill, se estrelló cerca del aeropuerto de Salt Lake City, Utah. Mientras ascendía de 12.000 a 13.000 ft, perdió toda la potencia eléctrica; la tripulación solicitó un descenso inmediato. El avión alcanzó una velocidad muy alta y una tasa de descenso muy elevada y el avión se desintegró en vuelo matando a los tres tripulantes. La investigación NTSB sostuvo que la causa probable fue un fallo pregresivo del sistema eléctrico del avión que lo llevó a una configuración incorrecta o desconexión del sistema de instrumentos de vuelo e iluminación críticos. Como resultado la tripulación se mostró desorientada y perdió el control del avión. La tripulación se esforzó por recuperar el control del avión imponiéndole tracciones que excedieron los límites de diseño y causó la fractura de la aeronave en vuelo.
- 8 de junio de 1983: una hélice del vuelo 8 de Reeve Aleutian Airways se separó del avión y produjo un boquete en el fuselaje sobre el Océano Pacífico causando una descompresión explosiva y pérdida de control. Los pilotos se las ingeniaron para aterrizar sin problemas en Anchorage, Alaska y los quince pasajeros y tripulantes sobrevivieron. Dado que la hélice cayó al mar la causa de la separación no se ha podido determinar.
- 30 de mayo de 1984: el vuelo 931 de Zantop International Airlines, un Lockheed L-188AF Electra (N5523) volaba servicios regulares de carga desde el aeropuerto internacional de Baltimore/Washington (BWI) al aeropuerto de Detroit-Willow Run (YIP), se estrelló en Chalkhill, Pennsilvania matando a los tres tripulantes y al pasajero invitado. Mientras se encontraban a FL220, a las 01:44 a. m. aproximadamente, el avión entró en una actitud inusual poco después de un cambio de rumbo. Durante los esfuerzos para recuperar el avión los pilotos sometieron el fuselaje a fuerzas mayores a las aptas para el diseño del avión y el avión se quebró en el aire. NTSB informó que los problemas en vuelo con los giroscopios del avión provocó conflictos en los datos de comportamiento para la tripulación de vuelo en el momento del problema y esto, combinado con una falta de ayudas visuales, contribuyó a las causas del accidente.
- 21 de enero de 1985: El vuelo 203 de Galaxy Airlines en operación chárter se estrelló poco después de despegar del Aeropuerto Internacional de Reno-Cannon en ruta a Minneapolis, Minnesota con 71 personas a bordo.
- 20 de diciembre de 1989: Un Electra L-188E perteneciente a la Armada Argentina con 23 personas a bordo se estrella en la base aérea de Trelew.[10]
- 18 de diciembre de 1995: Un sobrecargado L-188C de Trans Service Airlift se estrelló cerca de Cahungula, Angola con la pérdida de 141 de los 144 ocupantes.

## Especificaciones (Modelo 188A)
Referencia datos: Lockheed Aircraft desde 1913

### Características generales
- Tripulación: Cinco (tres en cabina de vuelo)
- Capacidad: 98 pasajeros
- Carga: 33.800 lb (7.938 kg)
- Longitud: 31,85
- Envergadura: 30,18
- Altura: 10,00
- Peso vacío: 26 036 kg (57 383,3 lb)
- Peso máximo al despegue: 51 256 kg (112 968,2 lb)

### Rendimiento
- Velocidad máxima operativa (Vno): 721 km/h (448 MPH; 389 kt) a 12.000 ft (3.660 m)
- Velocidad crucero (Vc): 600 km/h (373 MPH; 324 kt)
- Alcance: 3540 km (1911 nmi; 2200 mi) con carga útil máxima; 2.409 nmi, 2.770 mi, 4.455 km con 17.500 lb (7.938 kg) de carga útil
- Techo de vuelo: 9753 m (31 998 ft)
- Régimen de ascenso: 10 m/s (1968 ft/min)

### Desarrollos relacionados
- Lockheed P-3 Orion
- Lockheed CP-140 Aurora
- Lockheed P-7

### Aeronaves similares
- Bristol Britannia
- Vickers Viscount
- Antonov An-10
- Ilyushin Il-18
- Tupolev Tu-114

### Secuencias de designación
- Aviones civiles de Lockheed: Vega (1928) • Model 10 Electra (1935) • Lodestar (1940) • Constellation (1943) • L-188 Electra (1956) • L-1329 JetStar (1961) • L-100 Hercules (1965) • L-1011 TriStar (1970)